# Stars Over Broadway
Stars Over Broadway è un film del 1935 diretto da William Keighley.
È un film drammatico a sfondo musicale e romantico statunitense con Pat O'Brien, Jane Froman e James Melton. È basato sul racconto breve del 1934 Thin Air di Mildred Cram.

## Produzione
Il film, diretto da William Keighley su una sceneggiatura di Jerry Wald e Julius J. Epstein e, per alcuni dialoghi addizionali, di Patsy Flick e un soggetto di Mildred Cram, fu prodotto da Samuel Bischoff per la Warner Bros. e girato nei Warner Brothers Burbank Studios a Burbank, California, dal 9 agosto 1935. Il titolo di lavorazione fu  Radio Jamboree.

## Distribuzione
Il film fu distribuito negli Stati Uniti dal 23 novembre 1935 al cinema dalla Warner Bros.
Altre distribuzioni:
- in Finlandia il 26 luglio 1936
- in Brasile (Estrelas da Broadway)
- in Grecia (To paidi tou dromou)